# 大屋寺内
大屋寺内（おおやてらうち）は、秋田県横手市の大字。郵便番号013-0052。人口は552人、世帯数は191世帯（2020年10月1日現在）。住居表示は全域で未実施。旧平鹿郡栄村大字大屋寺内、旧平鹿郡大屋寺内村に相当する。

## 地理
横手地域の南端に位置する。南東端の一部を大屋沢川（寺内沢）が北西に流れている。北部は水田地帯であり、南部も川沿いにわずかに水田が広がっているが、それ以外の大部分は山地である。その山地の渓口には寺内・堀ノ内の集落があり、楢沢沼の東には楢沢の集落が立地する。貯水池である楢沢沼と大屋沼は導水路によって結ばれており、周辺の田畑のほか、平鹿町や大雄村の農業用水として利用されている。両沼周辺の丘陵地ではリンゴの栽培が行われている。また、堀ノ内には諏訪神社・山神神社が、寺内には厳島神社が鎮座する。
全域が都市計画区域に含まれるが、区域区分非設定区域となっている。都市計画法上の用途地域には指定されていない。

### 小字
2024年（令和6年）10月5日時点での「横手市（秋田地方法務局大曲支局）登記所備付地図データ」、デジタル庁公表の「アドレス・ベース・レジストリ」の「秋田県 横手市 町字マスター（フルセット） データセット」、横手市公表のオープンデータによれば、大屋寺内の小字は以下の通りである。
| 町・字   | 町・字       | 出典 | 出典         | 出典       |
| 大字     | 小字         | 登記 | 町字マスター | 行政区一覧 |
| -------- | ------------ | ---- | ------------ | ---------- |
| 大屋寺内 | 字石田坂     | ○    | ○            | ○          |
| 大屋寺内 | 字フスベ台   | ○    | ○            | ×          |
| 大屋寺内 | 字舘         | ○    | ○            | ×          |
| 大屋寺内 | 字熊ノ沢     | ○    | ○            | ○          |
| 大屋寺内 | 字寺村       | ○    | ○            | ○          |
| 大屋寺内 | 字寺内       | ○    | ○            | ○          |
| 大屋寺内 | 字漆原       | ○    | ○            | ○          |
| 大屋寺内 | 字小フスベ台 | ○    | ○            | ×          |
| 大屋寺内 | 字銭神       | ○    | ○            | ×          |
| 大屋寺内 | 字大屋沢     | ○    | ○            | ×          |
| 大屋寺内 | 字大谷地     | ○    | ○            | ×          |
| 大屋寺内 | 字長谷       | ○    | ○            | ○          |
| 大屋寺内 | 字長谷下     | ○    | ○            | ○          |
| 大屋寺内 | 字長谷山乙   | ○    | ○            | ○          |
| 大屋寺内 | 字長谷山甲   | ○    | ○            | ○          |
| 大屋寺内 | 字天賀森     | ○    | ○            | ×          |
| 大屋寺内 | 字畑ケ沢     | ○    | ○            | ○          |
| 大屋寺内 | 字風平       | ○    | ○            | ○          |
| 大屋寺内 | 字平成       | ○    | ○            | ×          |
| 大屋寺内 | 字堀ノ内     | ○    | ○            | ○          |
| 大屋寺内 | 字嬲沢       | ○    | ○            | ○          |
| 大屋寺内 | 字上楢沢     | ○    | ○            | ○          |
| 大屋寺内 | 字下楢沢     | ○    | ○            | ○          |

## 歴史
正保4年（1647年）の『出羽国知行高目録 下』では、大屋村として大屋新町村と大屋寺内村が総称されている。寛永元年（1716年）と万治3年（1660年）の光徳寺文書には横手大屋村、延宝4年（1676年）には大谷村とある。享保年間までの村高を記録した郷帳に記載された町名を調べた『平鹿郡御黒印吟味覚書』によれば、元禄年間に大屋新町村と大屋寺内村に分けられるようになったとある。享保15年（1730年）の『六郡郡邑記』には大谷寺内村とあり、家数13軒、支郷に楢沢村（家数5軒）、熊野沢村（同6軒）、後村（同6軒）、堀野内村（同10軒）、長畑村（同8軒）がある。同年の六郡御黒印村附帳には、大谷寺内村を大屋寺内村に、大谷新町村を大屋新町村に改めたとの記載がある。
菅江真澄の『雪の出羽路 平鹿郡』では、大屋寺内村・大谷新町村・新藤柳田村の論争を調停した「和談ノ森」や、元和元年に築造されたと伝えられる「大屋沼」について紹介している。大屋沼は、この地域には大きな河川が無く、農業用水の確保に苦労したため、当時の餅田村（新藤柳田村の別称）が、灌漑用水湖として大屋寺内村の山麓に築造したとされている。大正以降は養鯉業が営まれるようになり、県内需要の半分を満たすほど盛んに行われた。

### 沿革
- 1873年（明治6年）2月 - 秋田県第6大区小2区に属する[17]。
- 1889年（明治22年）4月1日 - 町村制施行に伴い、新藤柳田村・大屋寺内村・大屋新町村・外目村・婦気大堤村・安田村が合併し、栄村となる[18]。大屋新町村は栄村大字大屋新町となる[19]。
- 1911年（明治44年）10月6日 - 栄尋常高等小学校（現・栄小学校）が、現在地の和談の森へ移転[20]。
- 1951年（昭和26年）4月1日 - 栄村が旭村とともにが横手町に編入、同時に市制を施行[21]。横手市大屋新町となる[19]。

## 世帯数と人口
2020年（令和2年）10月1日現在の世帯数と人口は以下の通りである。
| 大字     | 世帯数  | 人口  |
| -------- | ------- | ----- |
| 大屋寺内 | 131世帯 | 373人 |

### 人口・世帯数の推移
以下は国勢調査による1995年（平成7年）以降の人口の推移。
| 年                 | 人口 |
| ------------------ | ---- |
| 1995年（平成7年）  | 581  |
| 2000年（平成12年） | 520  |
| 2005年（平成17年） | 518  |
| 2010年（平成22年） | 646  |
| 2015年（平成27年） | 577  |
| 2020年（令和2年）  | 552  |

以下は国勢調査による1995年（平成7年）以降の世帯数の推移。
| 年                 | 世帯数 |
| ------------------ | ------ |
| 1995年（平成7年）  | 131    |
| 2000年（平成12年） | 128    |
| 2005年（平成17年） | 133    |
| 2010年（平成22年） | 135    |
| 2015年（平成27年） | 131    |
| 2020年（令和2年）  | 131    |

## 小・中学校の学区
市立小・中学校に通う場合、学区（校区）は以下の通りとなる。
| 番地 | 小学校           | 中学校               |
| ---- | ---------------- | -------------------- |
| 全域 | 横手市立栄小学校 | 横手市立横手南中学校 |

## 交通

### 鉄道
町内に駅はない。最寄り駅は■奥羽本線の柳田駅。

### 道路
- 雄平東部広域農道（雄平フルーツライン）

## 施設
- 諏訪神社（字堀ノ内）[28]
祭神：建御名方神、祭日：7月19日[28]
開創年代は不明であるが、古くからここに鎮座していると言われており、美郷町六郷にある秋田諏訪宮の分霊である[28]。
- 厳島神社（字寺内）[29]
祭日：7月19日[29]
- 横手市立栄小学校（字長谷下6番地3）[30]